# Saint-Pierre-la-Cour
Saint-Pierre-la-Cour település Franciaországban, Mayenne megyében. Lakosainak száma 2313 fő (2022. január 1.). Saint-Pierre-la-Cour Launay-Villiers, Bréal-sous-Vitré, Erbrée, Bourgon, La Brûlatte, La Gravelle és Port-Brillet községekkel határos.

## Népesség
A település népessége az elmúlt években az alábbi módon változott:
| Lakosok száma | 1750 | 1668 | 1622 | 1817 | 2088 | 2136 | 2170 | 2265 | 2298 | 2313 |
|               | 1968 | 1982 | 1990 | 2006 | 2013 | 2015 | 2017 | 2019 | 2020 | 2022 |